# Frontera entre Hungría y Ucrania
La frontera entre Ucrania y Hungría es el límite internacional que yace entre Hungría (miembro de la Unión Europea) y Ucrania, con una longitud de 136,7 kilómetros. También se trata de una de las fronteras del espacio Schengen y de la Unión Europea.

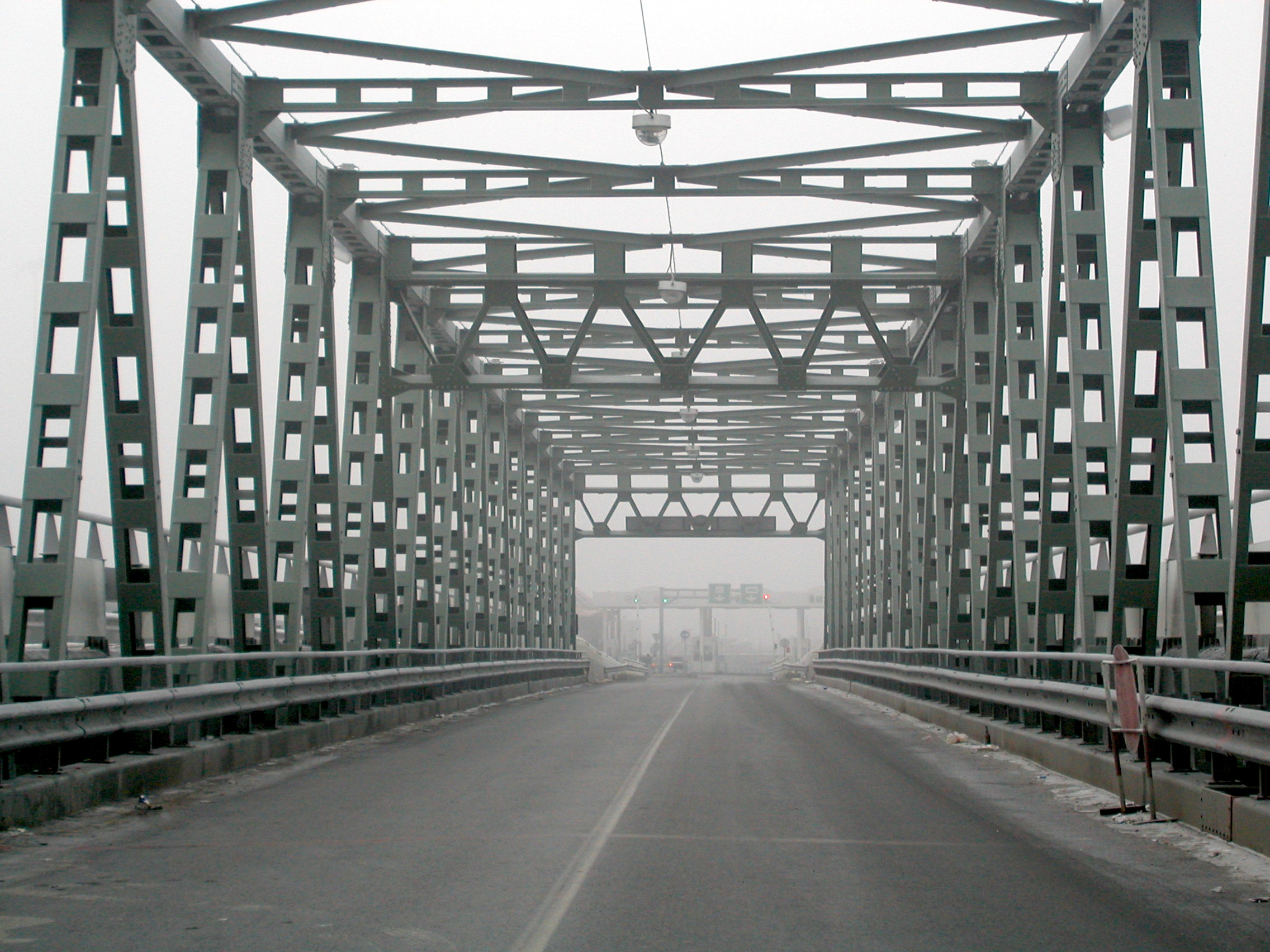
La frontera entre Záhony y Tchop.

Fue trazada en 1918 por la comisión internacional en la que jugó un papel esencial el geógrafo francés Emmanuel de Martonne, pero entonces era un segmento de la frontera húngaro-checoslovaca. En el tratado entre la Unión Soviética y Checoslovaquia del 29 de junio de 1945 ("Tratado sobre la Ucrania subcarpática" y "Protocolo anexo al Tratado entre la URSS y la República Checoslovaca sobre el tema de la Ucrania subcarpática") la convirtió en la frontera soviético-húngara. Desde 1991, tras la disolución de la URSS , se convertiría en frontera entre Hungría y Ucrania.